# Władimir Michałkin
Władimir Michajłowicz Michałkin, ros. Владимир Михайлович Михалкин (ur. 30 czerwca 1927 w Bobrujsku, zm. 1 stycznia 2017 w Moskwie) – radziecki dowódca wojskowy, dowódca Wojsk Rakietowych i Artylerii Wojsk Lądowych Armii Radzieckiej, marszałek artylerii (1989), główny inspektor w dowództwie Wojsk Rakietowych i Artylerii Sił Zbrojnych Federacji Rosyjskiej.

## Życiorys
Urodził się 30 czerwca 1927 w Bobrujsku, w obwodzie mohylewskim na Białorusi, w rodzinie żołnierza zawodowego. Jego ojciec Michaił Michałkin w latach 50. był dowódcą artylerii Wojska Polskiego w stopniu generała broni.

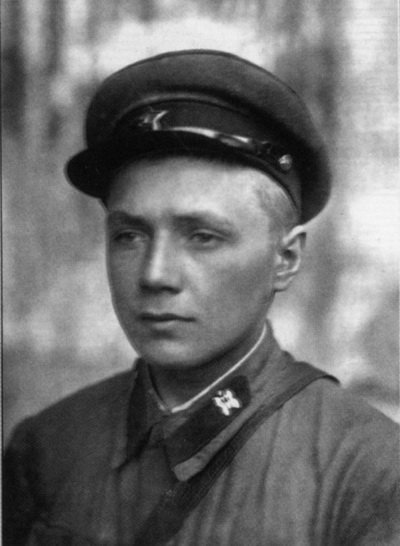

Kiedy wybuchła wojna z Niemcami, w wieku 14 lat dobrowolnie zgłosił się na front, informując władze wojskowe, iż ukończył już 17 lat. W lipcu 1941 skierowany został do jednostki artylerii, która zajmowała pozycje obronne na Wzgórzach Pułkowskich i wchodziła w skład 42 Armii broniącej podejść do oblężonego Leningradu od strony południowej. Początkowo pełnił służbę jako telefonista, a następnie w pododdziale artyleryjskiego rozpoznania dźwiękowego. Uczestniczył w ciężkich walkach aż do stycznia 1944, kiedy to zakończyła się blokada Leningradu. W tym czasie został czterokrotnie odznaczony: Orderem Wojny Narodowej II klasy, Orderem Czerwonej Gwiazdy, Medalem „Za odwagę” oraz Medalem „Za obronę Leningradu”.
Następnie jego jednostka uczestniczyła w wyborgskiej operacji zaczepnej, w wyniku której została wyzwolona południowa część obwodu leningradzkiego oraz Wyborg. Następnie jednostka została włączona w skład 1 Frontu Ukraińskiego i brała udział w lwowsko-sandomierskiej operacji zaczepnej. Swój udział w walkach z Niemcami zakończył w okolicach Brna w Czechosłowacji.
W grudniu 1944 został skierowany na kurs doszkalający, po ukończeniu którego w stopniu młodszego lejtnanta został skierowany na dowódcę plutonu artylerii w Leningradzkim Okręgu Wojskowym. Od 1950 dowodził plutonem szkolnym w 1 Leningradzkiej Oficerskiej Szkole Artylerii. W 1953 sam ukończył tę uczelnię jako ekstern. Następnie był dowódcą baterii ciężkich moździerzy w 2 gwardyjskiej Dywizji Artylerii Przełamania oraz komendantem dywizyjnej szkoły podoficerskiej, skąd został skierowany na studia do Wojskowej Akademii Artylerii im. Feliksa Dzierżyńskiego. Po ukończeniu studiów został skierowany na stanowisko zastępcy dowódcy pułku artylerii w Grupie Wojsk Radzieckich w Niemczech. Po awansie na stopień pułkownika, przez trzy i pół roku dowodził tym pułkiem.
W 1968 został wyznaczony na stanowisko zastępcy dowódcy brygady rakietowej w Północnokaukaskim Okręgu Wojskowym. Po kolejnych dwóch latach służby został mianowany dowódcą dywizji artylerii w Tarnopolu i awansowany na stopień generała-majora artylerii.
Od 1974 był dowódcą Wojsk Rakietowych i Artylerii w Białoruskim Okręgu Wojskowym. W 1978 awansował na stopień generała-lejtnanta artylerii. Pełnił kolejno funkcje: zastępcy dowódcy Wojsk Rakietowych i Artylerii Wojsk Lądowych (od 1979) oraz dowódcy Wojsk Rakietowych i Artylerii Wojsk Lądowych (od 1983). Na tym stanowisku w maju 1984 został awansowany na stopień generała-pułkownika artylerii, a 15 lutego 1989 – na stopień marszałka artylerii. W styczniu 1992 został przeniesiony do rezerwy.
Po przeniesieniu do rezerwy w dalszym ciągu pracował nad podniesieniem gotowości bojowej wojsk rakietowych jako główny inspektor w dowództwie Wojsk Rakietowych i Artylerii Sił Zbrojnych Federacji Rosyjskiej. Kierował też pracami badawczymi w wyższym szkolnictwie wojskowym. Działał społecznie w rosyjskim stowarzyszeniu weteranów wojny. Mieszkał w Moskwie.

## Odznaczenia
- Order „Za zasługi dla Ojczyzny” IV klasy (9 maja 2007, Rosja)[2]
- Order Rewolucji Październikowej
- Order Czerwonego Sztandaru
- Order Czerwonego Sztandaru Pracy
- Order Wojny Ojczyźnianej I klasy
- Order Wojny Ojczyźnianej II klasy
- Order Czerwonej Gwiazdy – dwukrotnie
- Order „Za służbę Ojczyźnie w Siłach Zbrojnych ZSRR” III stopnia
- Medal „Za odwagę”
- Medal „Za obronę Leningradu”
- Medal „Za zwycięstwo nad Niemcami w Wielkiej Wojnie Ojczyźnianej 1941–1945”
- Medal jubileuszowy „Dwudziestolecia zwycięstwa w Wielkiej Wojnie Ojczyźnianej 1941–1945”
- Medal jubileuszowy „Trzydziestolecia zwycięstwa w Wielkiej Wojnie Ojczyźnianej 1941–1945”
- Medal jubileuszowy „Czterdziestolecia zwycięstwa w Wielkiej Wojnie Ojczyźnianej 1941–1945”
- Medal jubileuszowy „XX lat Robotniczo-Chłopskiej Armii Czerwonej”
- Medal jubileuszowy „30 lat Armii Radzieckiej i Floty”
- Medal jubileuszowy „40 lat Sił Zbrojnych ZSRR”
- Medal jubileuszowy „50 lat Sił Zbrojnych ZSRR”
- I inne